# Akodon orophilus
Akodon orophilus és una espècie de mamífer rosegador de la família dels cricètids. Viu a altituds d'entre 1.800 i 3.700 msnm a l'Equador i el Perú. Els seus hàbitats natural són els canyons boscosos i els aiguamolls situats a gran altitud. És una espècie en risc mínim, és a dir, no sembla que hi hagi cap amenaça significativa per a la seva supervivència. El seu nom específic, orophilus, significa ‘muntanyenc’ en llatí.